# باتريك كازانوفا
باتريك كازانوفا (بالإيطالية: Patrick Casanova-Moroni)‏ هو مجدف إيطالي، ولد في 13 سبتمبر 1976 في روما في إيطاليا.

## وصلات خارجية
- باتريك كازانوفا على موقع الاتحاد الدولي للتجديف (الإنجليزية)
- باتريك كازانوفا على موقع أوليمبيديا (الإنجليزية)